# Solanum uncinellum
Solanum uncinellum är en potatisväxtart som beskrevs av John Lindley. Solanum uncinellum ingår i släktet skattor som ingår i familjen potatisväxter. Inga underarter finns listade i Catalogue of Life.